# Brachymenium angustirete
Brachymenium angustirete är en bladmossart som beskrevs av Harumi Ochi 1972. Brachymenium angustirete ingår i släktet Brachymenium och familjen Bryaceae. Inga underarter finns listade i Catalogue of Life.